# Градина (Зеница)
Градина је насељено мјесто у граду Зеница, Босна и Херцеговина.

## Становништво
|             | 2013.       | 1991.         | 1981.         | 1971.         |
| Укупно      | 85 (100,0%) | 147 (100,0%)  | 178 (100,0%)  | 155 (100,0%)  |
| Бошњаци     | 85 (100,0%) | 147 (100,0%)1 | 154 (86,52%)1 | 154 (99,35%)1 |
| Југословени | –           | –             | 24 (13,48%)   | –             |
| Остали      | –           | –             | –             | 1 (0,645%)    |

1. 1 На пописима од 1971. до 1991. Бошњаци су пописивани углавном као Муслимани.